# Березовка (Сорочинський міський округ)
Бере́зовка (рос. Берёзовка) — село у складі Сорочинського міського округу Оренбурзької області, Росія.

## Населення
Населення — 166 осіб (2010; 235 у 2002).
Національний склад (станом на 2002 рік):
- чуваші — 55 %
- росіяни — 42 %